# ماتيو نيكولا
ماتيو نيكولا (بالفرنسية: Mathieu Nicolas)‏ هو لاعب اتحاد الرغبي فرنسي، ولد في 11 فبراير 1987 في فالانس في فرنسا.

## وصلات خارجية
- ماتيو نيكولا على موقع ItsRugby.co.uk (الإنجليزية)